# Beatrica Kastiljska
Za drugu kraljicu pogledajte Beatricija Kastiljska.
Beatrica Kastiljska (? – 27. listopada 1303.) bila je portugalska kraljica. Njezin je otac bio kralj Alfons X., vladar Kastilje i Leona. Beatricina je majka bila konkubina Mayor Guillén de Guzmán.

## Brak za Alfonsa Portugalskog
Beatrica se udala za Alfonsa III., kralja Portugala kako bi bio sklopljen savez – kralj Alfons X. Kastiljski ponudio je ruku svoje kćeri portugalskome kralju, ali portugalsko je plemstvo smatralo brak „ponižavajućim“. U trenutku vjenčanja, Alfons III. – Beatricin muž – bio je još uvijek oženjen Matildom Bulonjskom, koja je optužila Alfonsa za bigamiju. Papa Aleksandar IV. oštro se protivio braku između Alfonsa i Beatrice. Nakon smrti Matilde Bulonjske, papa se „umirio“.
Blanka (1259. – 1321.) bila je prvorođeno dijete Beatrice i Alfonsa III.
Najstariji je sin bio Denis, kralj Portugala; Denis se oženio Elizabetom Aragonskom.
Drugi sin bijaše Alfons Portugalski, lord Portalegrea.
Beatrica je još rodila Sanču, Mariju, Vincenta i Fernanda.